# Hermann I. (Battenberg)
Hermann I. Graf von Battenberg (* im 13. Jahrhundert; † im 13. Jahrhundert) aus dem Adelsgeschlecht Battenberg war von 1231 bis 1233 Regent in der Grafschaft Battenberg.

## Leben

### Herkunft und Familie
Hermann I. von Battenberg war der Sohn des Grafen Werner I. von Battenberg und dessen Ehefrau (Tochter des Grafen Volkwin II. von Schwalenberg (= Volkwin I. von Waldeck) und dessen zweiter Frau Lutrud) und wuchs zusammen mit seinen Geschwistern Werner II. und Widekind I. auf.

### Wirken
Nach dem Tod des Vaters übernahm Werner II. als der älteste Sohn zunächst die Regierung der Grafschaft. Als er in den Johanniterorden eintrat, übernahm Hermann zusammen mit seinem Bruder Widekind die Verwaltung der Grafschaft Battenberg-Wittgenstein. Von 1231 an führte Hermann die Grafschaft Battenberg selbständig und alleine. Nach seinem Tod fiel die Besitzung an Widekind, der im Jahre 1234 den Mainzer Erzbischöfen den Verkauf der Grafschaft Battenberg versprach.
Landgraf Heinrich von Thüringen nahm die Gebrüder am 25. März 1277 (Urkunde) zu Burgmannen auf der Burg Marburg und gab ihnen als Burglehen 200 Mark aus der Stadt Marburg. Dabei erhielten sie jährlich zehn Pfund ausbezahlt. Die Brüder mussten im Gegenzug den Landgrafen mit ihrer Burg Kellerburg belehen. Diese Burg, in Battenberg gelegen, war Anfang des 13. Jahrhunderts von ihrem Vater erbaut worden.